# I Юлиев Альпийский легион
I Юлиев Альпийский легион (лат. Legio I Iulia Alpina) — один из легионов поздней Римской империи.
Прозвище «Альпийский Юлиев» позволяет предположить, что легион был набран в Альпах кем-то из династии Константина, носившего номен «Юлий», а, возможно, и в Юлийских Альпах. Скорее всего, это был император Констант. Вместе с ним были созданы ещё два легиона: II Юлиев Альпийский и III Юлиев Альпийский.
В начале V века легион упоминается в Notitia Dignitatum под командованием магистра пехоты. Этот легион относился к разряду псевдокомитатов. Позднее он был переведён в Италию, где и закончил своё существование.